# Molières-Glandaz
Molières-Glandaz è un comune francese soppresso e frazione del dipartimento della Drôme della regione dell'Alvernia-Rodano-Alpi. Dal 1º gennaio 2016 si è fuso con il comune di Aix-en-Diois per formare il nuovo comune di Solaure-en-Diois.

## Società

### Evoluzione demografica
Abitanti censiti